# 517 до н. е.

## Події
- Перська армія під керівництвом воєначальника Отани захопила Самос.

### Астрономічні явища
- 28 березня. Повне сонячне затемнення.[1]
- 22 вересня. Кільцеподібне сонячне затемнення.[1]

## Померли
- Можливий рік смерті Лігдаміса, тирана Наксоса